# Haplosyllis djiboutiensis
Haplosyllis djiboutiensis är en ringmaskart som beskrevs av Gravier 1900. Haplosyllis djiboutiensis ingår i släktet Haplosyllis och familjen Syllidae. Inga underarter finns listade i Catalogue of Life.